# Marius Dobrescu
Marius Dobrescu (n. 23 aprilie 1951, Brăila, România) este un scriitor, jurnalist, traducător și eseist român. 
Este singurul specialist, în limba albaneză, agreat de scriitorul Ismail Kadare care să-i traducă opera în limba română. Este fondatorul și redactorul șef al revistei de cultură albanezo-română Miku i shqiptarit („Prietenul albanezului”), apărută în luna noiembrie 2001, la București. Din 2017, revista se numește "Drita" (Lumina). A scris și tradus un mare număr de volume dedicate Albaniei și poporului albanez, relației acestora cu România.

## Biografie

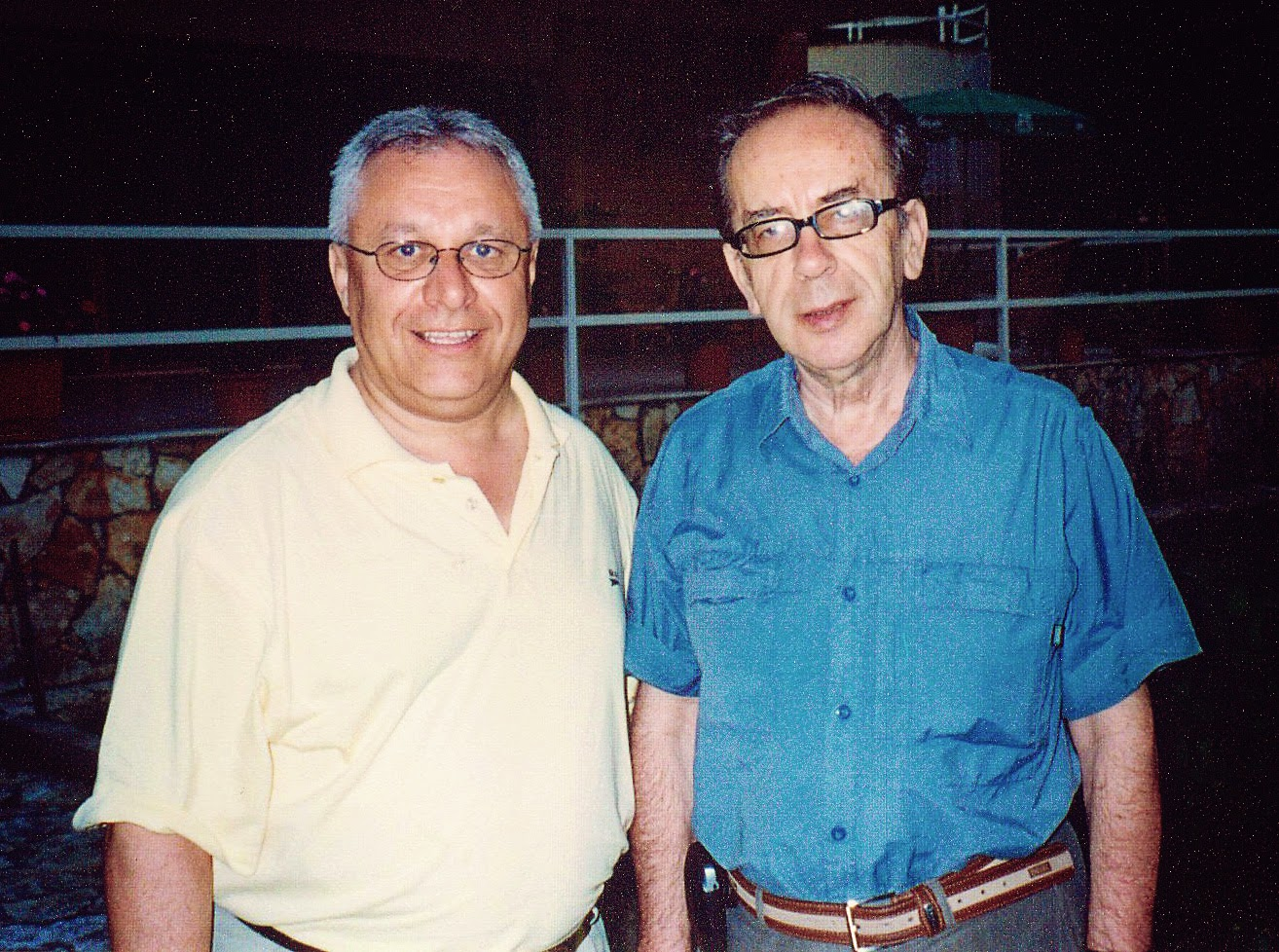
Marius Dobrescu și Ismail Kadare

Născut la Brăila, a urmat Școala generală nr. 8 și Liceul Nicolae Iorga din localitate. Despre copilăria trăită în urbea lui Panait Istrati și în bălțile Dunării, în atmosfera cosmopolită a „orașului cu salcâmi”, va scrie în romanele „Întâlnirea de la plopul ars” și „Comoara lui Mitana”. 
În vara anului 1970 devine student al Facultății de Istorie din București. Aici i-a avut profesori pe renumiții istorici Emil Condurachi, Ioan Nestor și Dumitru Berciu. După primul an de studii la București, pleacă cu o bursă a statului român la Tirana-Albania, în 1971, pentru a studia limba albaneză. Era perioada în care Ministerul Afacerilor Externe de la București  pregătea specialiști în câteva limbi europene și asiatice rare: albaneză, bulgară, coreeană, mongolă și vietnameză. A absolvit Facultatea de Litere a Universității din capitala Albaniei în 1975, cu o lucrare despre opera lui Ismail Kadare (coord. prof. univ. Ali Xhiku). 
Vreme de 14 ani, a lucrat ca bibliotecar și redactor la Biblioteca Națională a României, iar din 1990 până în 1997 a condus această instituție ca director adjunct, cu atribuții complexe privind reformarea celei mai mari biblioteci din țară. În această funcție, alături de o echipă tânără, promovată în aceiași ani, a reușit să restructureze și să modernizeze o mare parte din compartimentele specifice ale instituției, anulându-i statutul de pilon ideologic al regimului Ceaușescu pe care l-a avut până în 1990. 
A condus, în calitate de director adjunct, Oficiul Român pentru Drepturi de Autor, în anii de pionierat ai armonizării legislației românești în domeniu cu cea europeană. După intrarea în mass-media, a fost jurnalist la mai multe publicații, director la revista Tribuna Învățământului și redactor-șef al Agenției de știri Amos News. Din noiembrie 2001, odată cu apariția revistei de cultură a comunității albaneze din România, „Miku i shqiptarit”, al cărei fondator a fost, a ocupat funcția de redactor șef al acestei publicații. 
A publicat articole din domeniul politic și cultural în cotidianele România Liberă, Adevărul, Cotidianul, Tineretul Liber și în revistele România Literară, Luceafărul, Observator Cultural, Adevărul Literar și Artistic, Secolul XX, Diverta Magazin ș.a.
S-a remarcat ca traducător al celebrului scriitor albanez Ismail Kadare, din opera căruia a publicat până în prezent (ianuarie 2025) 33 de volume, la cele mai cunoscute edituri din România. În afară de proză, a tradus din poezia și publicistica lui Kadare în paginile de cultură ale presei românești. Apreciindu-i munca, romancierul albanez a declarat despre el că este „cel mai fidel și mai bun traducător” al său.

## Lista volumelor publicate

### Lucrări proprii
● Întâlnirea de la plopul ars, roman, Ed. Ion Creangă,  București 1986
● Comoara lui Mitana, roman, Ed. Privirea, București 2006
● Drumul speranței. O cronică a comunității albaneze din România, povestită de ea însăși, Ed. Privirea, București 2005
● Takimi te plepi i djegur (Întâlnirea de la plopul ars), roman, traducere în limba albaneză de Dionis Bubani, Ed. Enciclopedică, Tirana 1997
● Timp de viață, timp de moarte. Texte cu și despre Ismail Kadare, Ed. Privirea, București 2006
● Momente din istoria Albaniei. Culegere de studii si articole (vol. 1-2), Ed. Privirea, București 2013
● Povestiri de pe Drin. Studii și articole de etnografie și folclor albanez, Ed. Privirea, București 2014
● Bucătărie albaneză. 50 de rețete tradiționale, Ed. Privirea, București 2005
● La răscruce de veacuri. Dialogurile revistei Drita, ed. Asdreni, Craiova, 2019 (în colaborare cu Maria Dobrescu)

### Traduceri din opera scriitorului Ismail Kadare
● Cronică în piatră (Kronikë në gur), roman, Ed. Univers, București 1983
● Cetatea (Kështjella), roman, Ed. Univers, București 1987
● O capitală în noiembrie (Nëntori i një kryeqyteti), roman, Ed. Militară, București 1989
● Aprilie spulberat (Prilli i thyer), povestiri, Ed. Univers, București 1990
● Monstrul. Dosarul H (Përbindëshi. Dosja H), romane, Ed. Univers, București 1999
● Slujbașul de la Palatul Viselor (Nëpunësi i pallatit të ëndrrave), roman, Ed. Junimea, Iași 2000
● Generalul armatei moarte (Gjenerali i ushtrisë së vdekur), roman, Ed. Polirom, București 2002, 2011
● Florile înghețate din martie (Lulet e ftohta të marsit), roman, Ed. Polirom, București 2003
● Piramida (Piramida), roman, Ed. Polirom, București  2003
● Aprilie spulberat (Prilli i thyer;Kush e solli Doruntinën;Komisioni i festës;Sjellësi i fatkeqësisë), proze (reeditare), Ed. Polirom, București 2004
● Fiica lui Agamemnon. Succesorul (Vajza e Agamemnonit. Pasardhësi), romane, Ed. Polirom, București 2004
● Anul negru. Concurs de frumusețe masculină (Viti i mbrapshtë), proze, Ed. Polirom, București 2006
● Palatul Viselor (Pallati i ëndrrave), roman (reeditare), Ed. Humanitas, București 2007
● Umbra (Hija), roman, Ed. Humanitas, București 2008, 2015
● Amurgul zeilor stepei (Muzgu i perëndive të stepës), roman, Ed. Humanitas, București 2009
● Mesagerii ploii (Kështjella), roman, Ed. Humanitas 2010
● Accidentul (Aksidenti), roman, Ed. Humanitas, București 2011
● Cronică în piatră. Vremea nebuniei (Kronikë në gur. Çështje të marrëzisë) romane, Ed. Humanitas, București 2012
● Spiritus (Spiritus), roman, Ed. Humanitas, București 2012
● Cina blestemată (Darka e gabuar), roman, Ed. Humanitas, București 2013
● Podul cu trei arce (Ura me tri harqe), roman, Ed. Humanitas, București 2015
● Viața, jocul și moartea lui Lul Mazrek, (Jeta, loja dhe vdekja e Lul Mazrekut), roman, Ed. Univers, București 2015
● Firida rușinii (Kamarja e turpit), roman, Ed. Humanitas, București 2016
● Firmanul orb (Qorrfermani), nuvele, Ed. Humanitas 2017 
● Păpușa (Kukulla), roman, Ed. Humanitas 2018
● Palatul viselor (Pallati i ëndrrave), roman (reeditare), ed. Humanitas 2019
● Mesagerii ploii (Kështjella), roman (reeditare), ed. Humanitas 2019
● Călărețul cu șoim (Kalorësi me skifter), nuvele, ed. Humanitas (2020)
● Generalul armatei moarte (Gjenerali i ushtrise se vdekur), roman, reeditare, Humanitas (2020)
● Dimineți la Cafeneaua Rostand  (Mëngjeset në Kafe Rostand), eseuri, ed Humanitas (2021)
● Dispută la nivel înalt (Kur sunduesit grinden), eseu, ed. Humanitas, (2022) 
● Concert la sfârșit de iarnă (Koncert në fund të sezonit), roman, ed. Humanitas (2024)
● Povara crucii (Pesha e kryqit), roman, ed. Humanitas (2025)
● Vremea iubirii (Koha e dashurisë), roman, ed. Humanitas (proiect 2026) 

### Alte traduceri
● Philip Lindsay, Regina Christina, roman, Ed. Romhelion, Buc., 1994
● Teodor Laço, Anul tristeții, roman, Ed. Clio, Buc., 1997
● Ermir Nika, Nori reci (în colaborare cu Luan Topciu), poeme, Ed. Privirea, Buc., 2008
● Ramiz Gjini, Patria de zăpadă, povestiri, Ed. Privirea, Buc., 2009
● Fahri Balliu, Panteonul negru, roman, Ed. Vremea, Buc., 2009
● Fahri Balliu, Arhitectul, roman, Ed. Vremea, Buc., 2010
● Gjekë Marinaj, Prizonierul absenței, poeme, Ed. Privirea, Buc., 2013
● Misterul rugăciunilor, o antologie de poezie albaneză contemporană, Ed. Privirea, Buc., 2012
● Stefan Çapaliku, Allegreto Albania, dramă, Teatrul Odeon, București, 2009
● Stefan Çapaliku, Ține ușa deschisă!, monodramă, Teatrul Marin Sorescu Craiova, 2013 
● Rita Petro, Originea lumii, poeme, Ed. Corint, Buc., 2017 (în colaborare cu Luan Topciu) 
● Legende și basme albaneze, ed. Asdreni, 2018
● Ag Apolloni, Un fir de speranță, un băț de chibrit, docuroman, Ed. Sitech, Craiova, 2025

## Afilieri
Membru al Uniunii Scriitorilor din România (din 1990)
Membru al Asociației de Prietenie România-Albania
Membru al Asociației de Balcanistică și Slavistică
Președinte al Asociației de Prietenie România-Albania
Vicepreședinte al Asociației Jurnaliștilor și Scriitorilor Minorităților Etnice din România „Europa 21”

## Premii și distincții
Premiul pentru traducere al Uniunii Scriitorilor din România, 2003
Premiul Pana de argint, acordat de Ministerul Culturii din Albania, 2006
Premiul Penița de aur, acordat de Societatea Scriitorilor Albanezi din America, 2010
Premiul Jurnalism pentru minoritățile naționale, 2007
Medalia Recunoștinței, acordată de Președintele Albaniei Bujar Nishani, decembrie 2012
Emblema de Aur a Orașului, acordată de Primăria Korcea, iulie 2016 
Premiul pentru traducere al Uniunii Scriitorilor din România, decembrie 2016

### Articole biografice
Scriitorul Marius Dobrescu, decorat cu „Medalia Recunoștinței” de Președintele Albaniei. În: agențiadecarte.ro, 17 dec.2012 (http://www.agentiadecarte.ro/2012/12/scriitorul-marius-dobrescu-decorat-cu-%E2%80%9Emedalia-recunostintei%E2%80%9D-de-presedintele-albaniei/)
Marius Dobrescu. În: Albanian publishing in the world (http://www.albanianbooks.al/index.php/translators-2/marius-dobrescu/ Arhivat în 9 martie 2016, la Wayback Machine.)
Drumul speranței, de Marius Dobrescu. În: ColțulColecționarului.ro, 8 iul.2010 (http://www.coltulcolectionarului.ro/blog/wordpress/drumul-sperantei-de-marius-dobrescu/ Arhivat în 8 martie 2016, la Wayback Machine.)
Gabriela Lupu: Istanbulul otoman, reconstituit cu finețe de Ismail Kadare. În România liberă, 8 febr.2016 (http://www.romanialibera.ro/cultura/carte/istanbulul-otoman--reconstituit-cu-finete-de-ismail-kadare-406719 Arhivat în 8 martie 2016, la Wayback Machine.)
Andrei Zbîrnea: Două fațete ale războiului – cronică de eveniment. În: Semne bune, 31 oct.2013 (http://semnebune.ro/2013/doua-fatete-ale-razboiului-cronica-de-eveniment/#axzz40VzGng4m)
Rodica Grigore: Ziduri, poduri, adevăruri. În: cultura, 19 mart. 2015 
(http://revistacultura.ro/nou/2015/03/ziduri-poduri-adevaruri/ Arhivat în 8 martie 2016, la Wayback Machine.)
Symposium dedicated to the well known writer Petro Marko in Krajova, Romania. În: Independent Balkan News Agency, 24 oct.2013 (http://www.balkaneu.com/tag/marius-dobrescu/)
Ismail Kadare: Publius Ovidius Naso. Călătorie în România. În: Observator cultural, 13 sept. 2013. (http://www.observatorcultural.ro/articol/publius-ovidius-naso-calatorie-in-romania-2/)
Promovimi i librit Riva H. të Arbër Ahmetajt. În: Zemrashqiptare, 26 apr. 2012. (http://www.zemrashqiptare.net/news/id_27318/Marius-Dobrescu:-Promovimi-i-librit-Riva-H-t%C3%AB-Arb%C3%ABr-Ahmetajt.html)
Viața, jocul și moartea lui Lul Mazrek, de Ismail Kadare, recomandarea lui Radu Paraschivescu. În DIGI 24, 18 iul. 2015.  (http://www.digi24.ro/Stiri/Digi24/Cultura/Stiri
/Da-te+la+o+carte+Viata+jocul+si+moartea+lui+Lul+Mazrek+de+Ismail)
Radu Paraschivescu - Ismail Kadare. În: România culturală, febr. 2007.  
http://www.romaniaculturala.ro/articol.php?cod=6285%5Bnefuncțională+–+%5D
Mira Skenderaj: Marius Dobresku, poetët shqiptarë “flasin” rumanisht. În: Gazeta Shqip, 5 aug.2012  (http://www.gazeta-shqip.com/lajme/2012/08/05/marius-dobresku-poetet-shqiptare-flasin-rumanisht/)
Denion Ndrenika: Ismail Kadare në rumanisht, “Darka e gabuar” përkthehet nga Marius Dobresku. În: Illyria, 9 nov. 2013. (http://illyriapress.com/ismail-kadare-ne-rumanisht-romanin-darka-e-gabuar-perkthyer-nga-marius-dobresku/ Arhivat în 9 martie 2016, la Wayback Machine.)
Flori Slatina: Marius Dobresku, miku i madh i Shqipërisë. În: 55, 7 dec. 2013(http://gazeta55.al/marius-dobresku-miku-i-madh-i-shqiperise/ Arhivat în 9 martie 2016, la Wayback Machine.)
Darka e gabuar zgjon kujtimet e trishta për rumunët. În: YllPress, 22 sept.2013. (http://www.yllpress.com/81859/darka-e-gabuar-zgjon-kujtimet-e-trishta-per-rumunet.html)
Eliona Lata: Takim me izraelitin Amos Oz dhe Ismail Kadarenë në Bukuresht. În: Shekulli, 19 nov.2013 (http://www.shekulli.com.al/p.php?id=34999 Arhivat în 11 martie 2016, la Wayback Machine.)
Mira Skenderaj: Marius Dobresku, poetët shqiptarë “flasin” rumanisht. În: Fryma, aug. 2012.  (http://fryma.soup.io/post/268946475/Marius-Dobresku-poet-t-shqiptar-flasin-rumanisht)
Petro Marko, përkthehet në rumanisht. În: Express.mk, 24 oct. 2010 (http://express.mk/?p=12668 Arhivat în 15 martie 2016, la Wayback Machine.)
Gabriela Lupu: „Spiritus", un roman despre „măiestria" securiștilor albanezi. În: România liberă, 13 ian. 2013 (http://www.romanialibera.ro/cultura/carte/%E2%80%9Espiritus---un-roman-despre-%E2%80%9Emaiestria--securistilor-albanezi-289992 Arhivat în 8 martie 2016, la Wayback Machine.)
Rodica Grigore: Putere, teroare, rușine. În: Viața Românească, nr.5/2016 (http://www.viataromaneasca.eu/arhiva/108_viata-romaneasca-5-2016/45_cronica-traducerilor/2451_putere-teroare-rusine.html)
Marius Dobrescu: Për shumë vjet, Maestro! În: Exlibris, nr. 115, ianuarie 2021 (https://exlibris.al/wp-content/uploads/2021/01/EXLIBRIS_115.pdf)
Grete Tartler: Jose Saramago, Ismail Kadare - Amintiri. În: România literară, nr. 13 2021 (https://romanialiterara.com/2021/04/jose-saramago-ismail-kadare-amintiri/)     

### Interviuri
Lecturile Emei   Interviu: Marius Dobrescu despre Albania, Ismail Kadaré, comunism și tradiții albaneze  (http://lecturile-emei.blogspot.ro/2015/03/interviu-marius-dobrescu-despre-albania.html)
Marius Dobrescu: Fascinațía traducerilor ca muncă de creație.  Epoch Times România, 26.22.2012 (http://epochtimes-romania.com/news/marius-dobrescu-fascinatia-traducerilor-ca-munca-de-creatie---179143)
Marius Dobrescu - Lansarea cărții Firida Rusinii, de Ismail Kadare 
(https://www.youtube.com/watch?v=bESUDWMic8w)
Marius Dobrescu: "Ismail Kadare imi domina de ani buni existenta"
(http://adevarul.ro/cultura/istorie/marius-dobrescu-ismail-kadare-domina-ani-buni-existenta-1_50ba01077c42d5a663af3670/index.html)
István Zserhánszky: AȘTEPTĂM ca ISMAIL KADARE să primească PREMIUL NOBEL (interviu cu MARIUS DOBRESCU) (http://baabel.suprapus.ro/2013/02/istvan-zserhanszky-asteptam-ca-ismail-kadare-sa-primeasca-premiul-nobel-interviu-cu-marius-dobrescu/%5Bnefuncțională%5D)
Alma Mile: Dobresku: Si nisa të përkthej veprat e pedagogut tim Kadare
(http://www.panorama.com.al/dobresku-si-nisa-te-perkthej-veprat-e-pedagogut-tim-kadare/)
Alda Bardhyli: Marius Dobresku: Në librat e Kadaresë ndihet zëri i historisë  (http://www.gazeta-shqip.com/lajme/2014/08/28/marius-dobresku-ne-librat-e-kadarese-ndihet-zeri-historise/)
F.Struga: Proza e Ramiz Gjinit rrezaton një nostalgji  (http://www.ballikombit.org/index.php?option=com_content&task=view&id=602&Itemid=1)
Raimonda Moisiu: Marius Dobresku: Në librat e Kadaresë ndihet zëri i historisë. În: Shqip, 28 aug. 2014. (https://groups.yahoo.com/neo/groups/lidhjashqiptare/conversations/topics/16437)
Alda Bardhyli: Kadare e quan Ali Pashën një dictator. Intervistë. În: Gazeta Shqip, 14 martie 2016. (http://www.gazeta-shqip.com/lajme/2016/03/14/kadare-e-quan-ali-pashen-nje-diktator/)
Constantin Piștea: Marius Dobrescu: Ismail Kadare este una dintre vocile importante ale literaturii europene. În: BookHUB, 24 martie 2016. https://bookhub.ro/marius-dobrescu-ismail-kadare-este-una-dintre-vocile-importante-ale-literaturii-europene/
Constantin Piștea: Marius Dobrescu: Cel mai bun prieten al meu este un fost coleg din armată. În Observatorul militar, nr.14, din 6-12 aprilie 2016 https://www.google.ro/#q=observatorul+militar
Flori Slatina: Intervistë me z. Marius Dobresku, përkthyesin e letërsisë shqipe në Rumani. “Duhen investime më të mëdha për letërsinë shqipe!” În Gazeta 55 din 9 iulie 2016 http://gazeta55.al/wp-content/uploads/pdf/20160708.pdf Arhivat în 9 iulie 2016, la Wayback Machine.
Claudiu Sfirschi-Lăudat: Marius Dobrescu: În cronicile literare din reviste, traducătorul este fie neglijat, fie ignorat complet. În: B-Critic.ro (https://www.b-critic.ro/traduceri/in-cronicile-literare-din-reviste-traducatorul-este-fie-neglijat-fie-ignorat-complet/
Colocviile de Traduceri Literare 28 – Traducători de vis. Filiala București – Traduceri Literare (FITRALIT) a „Uniunii Scriitorilor din România” a organizat joi, 23 februarie 2017, orele 17.30 în Sala Mircea Eliade din sediul central al ”Bibliotecii Metropolitane București”. În: https://www.youtube.com/watch?v=3j8E8r5S6_A
Alda Bardhyli: Kur Vasiliqia tradhtonte me mendje. În: Gazeta Shqip, 18 aprilie 2017. http://gazeta-shqip.com/lajme/2017/04/18/kur-vasiliqia-tradhtonte-me-mendje/
Andrei Al. Micu: Între români și albanezi există un filon subteran... În: Intervio.ro, 31 august 2017. http://intervio.ro/2017/08/31/marius-dobrescu-scriitor-intre-romani-si-albanezi-exista-un-filon-subteran-comun-stravechi-care-a-facut-ca-in-relatiile-dintre-cele-doua-popoare-sa-existe-intotdeauna-o-explicabila-afinit/ Arhivat în 5 septembrie 2017, la Wayback Machine.
TVR: într-un dialog despre Albania, Kadare și traduceri din literatura albaneză (1 nov. 2017). 1 2
Mimoza Hasani Pllana: Arti i te perkthyerit ne gjuhen rumune. În: Kultplus, 13 maj 2019. https://www.kultplus.com/intervista/arti-i-te-perkthyerit-ne-gjuhen-rumune/
Entela Binjaku: Përkthyesi besnik i Kadaresë rrëfen për lexuesit shqiptarë. În: Koha Jone, 12 octombrie 2019.https://www.kohajone.com/2019/10/12/perkthyesi-besnik-i-kadarese-rrefen-per-lexuesit-shqiptare/
Bujar Hudhri: Marius Dobrescu: Kur nje shkrimtar botohet ne disa vende perendimore te rendesishme, kjo eshte si nje certifikate garancie. În:  ExLibris, 18 aprilie 2020. https://exlibris.al/wp-content/uploads/2020/04/EXLIBRIS_75.pdf
Interviu RADIO ROMÂNIA ACTUALITĂȚI, cu Anca Caproș, 30 noiembrie 2020. http://media.3netmedia.ro/media/RRAOnline/audio/143439.mp3
Interviu Top Channel, cu Ilnisa Agolli, 14 mai 2022. https://top-channel.tv/video/shqiptaret-e-bukureshtit-sot-me-pak-por-prape-elitare-pjesa-2-balkan-project/
Dobrescu: Ministria e Kulturës të investojë në përkthimin e letërsisë shqipe. RADIO Kosova, 2 septembrie 2023. Interviu de Vera Pelaj https://www.rtklive.com/sq/news-single.php?ID=645271
Shkrimtari rumun Dobresku: E kam bërë të famshëm Kadaren në Rumani. Interviu în cadrul emisiunii Miremengjesi Kosove, Televiziunea din Prishtina, 17 august 2023. https://teve1.info/shkrimtari-rumun-dobresku-e-kam-bere-te-famshem-kadaren-ne-rumani/
Marius Dobrescu: Letersia shqipe e perkthyer ne Rumani ne gjusemshekullin e fundit. În revista online Kultplus, Prishtina, 27 august 2023. https://www.kultplus.com/libri/letersia-shqipe-e-perkthyer-ne-rumani-ne-gjysemshekullin-e-fundit/
Marius Dobrescu: E njoh dhe e dua Kosoven njelloj si Shqiperine. În revista Hejza, 29 octombrie 2023. https://hejza.com/wp-content/uploads/2023/10/Hejza-23-Web.pdf
Marius Dobrescu: Letersia shqipe e perkthyer ne Rumani ne gjusemshekullin e fundit. În Exlibris nr.262, Tirana, 9 dec. 2023.
Despre Concert la sfârșit de iarnă, la Librăria Humanitas Cișmigiu, febr. 2024 https://www.facebook.com/100057588462518/videos/930180128474340/?__so__=permalink
Radio România Cultural: Lansarea romanului Concert la sfârșit de iarnă, 14 febr. 2024. https://www.radioromaniacultural.ro/sectiuni-articole/literatura/lansarea-romanului-concert-la-sfarsit-de-iarna-de-ismail-kadare-id42124.html
ABC e mengjezit (Enkel Demi): I nderuar me shumë çmime, shkrimtari Dobresku: Ndihem shqiptar po aq sa jam rumun, Tirana, 3 aprilie 2024. https://abcnews.al/i-nderuar-me-shume-cmime-shkrimtari-dobresku-ndihem-shqiptar-po-aq-sa-jam-rumun/
Marius Dobrescu: 5 dekadat e mia me Shqipërinë e kujtimet e viteve 1970. Interviu cu Fatmira Nikolli. Tirana, 11 aprilie 2024. https://www.youtube.com/watch?v=UuGa-WFigLM